# Canastra
La canastra o canasta és un joc de cartes que es juga amb la baralla francesa, concretament amb dues baralles de cartes i dotze jòquers. És un joc de la família del rummy, que es creu que és una variant del 500 rum.